# Barrosia
Barrosia is een monotypisch mosdiertjesgeslacht uit de familie van de Calloporidae en de orde Cheilostomatida. De wetenschappelijke naam ervan is in 2010 voor het eerst geldig gepubliceerd door Javier Souto, Oscar Reverter-Gil en Eugenio Fernández-Pulpeiro.

## Soort
- Barrosia balearica Souto, Reverter-Gil & Fernández-Pulpeiro, 2010